# عولاوا (مهاباد)
قرية عَولاوا (بالكردية: عەوڵاوا) هي إحدى القرى التابعة لـمكريان الشرقية في ريف قسم مركزي من مقاطعة مهاباد، في محافظة أذربیجان الغربیة الإيرانية.

## السكان
حسب إحصاءات سنة 2006، بلغ إجمالي السكان في عولاوا 258 نسمة وعدد المساكن 39 مسكن. لغة سكان عولاوا هي اللغة الكردية و هم من أهل السنة والجماعة والمذهب الشافعي.